# Triaize

Triaize este o comună în departamentul Vendée, Franța. În 2009 avea o populație de 1,011 de locuitori.